# Hans Lauber (Politiker)
Hans Lauber (* 12. Juni 1921 in Essen; † 22. Juni 2000) war ein deutscher Politiker und ehemaliger Landtagsabgeordneter der SPD in Nordrhein-Westfalen.

## Leben und Beruf
Nach dem Besuch der Volksschule und des Gymnasiums mit dem Abschluss Abitur studierte er Medizin, legte 1947 das Staatsexamen ab und promovierte. Er war danach als Assistenzarzt, Facharzt für Psychiatrie und Neurologie und Oberarzt tätig. 1961 habilitierte Lauber an der Universität Düsseldorf. Ab 1962 war er Direktor des Rheinischen Landeskrankenhauses in Langenfeld. Lauber war in verschiedenen Gremien der SPD vertreten. Außerdem war er von 1952 bis 1955 Vorsitzender des Bundes gewerkschaftlicher Ärzte im Bezirk Nordrhein-Westfalen I.

## Abgeordneter
Vom 26. Juli 1970 bis zum 27. Mai 1975 war Lauber Mitglied des Landtags des Landes Nordrhein-Westfalen. Er wurde im Wahlkreis 051 Rhein-Wupper-Kreis I direkt gewählt. Dem Kreistag des Rhein-Wupper-Kreises gehörte er ab 1970 an.